# Parti Démocrate Populaire
Parti Démocrate Populaire (PDP; „Demokratische Volkspartei“) war eine katholisch-soziale Partei der politischen Mitte in der Dritten Französischen Republik, die von 1924 bis 1940 existierte. Sie kann als erste Vertreterin der Christdemokratie in der französischen Parteiengeschichte angesehen werden.

## Geschichte
Eine Vorläuferin der PDP war die 1894 von dem damals noch jugendlichen Marc Sangnier ins Leben gerufene Bewegung Le Sillon („Die Furche“), die christlichen Arbeitern eine Alternative zum Materialismus und Antiklerikalismus der Sozialisten bieten wollte. Viele spätere PDP-Politiker waren in dieser Strömung politisch sozialisiert worden. Eine Gruppe von Abgeordneten des Bloc national, der sich 1919 als breites bürgerliches Bündnis der Mitte und Rechten gebildet hatte, gründete 1924 die Parti Démocrate Populaire. Diese beschäftigte sich – anders als ihre indirekte Vorläuferin Action Libérale Populaire (1902–19) verstärkt mit sozialen Problemen und stützte sich auf die katholische Soziallehre, wie sie von der Enzyklika Rerum Novarum Papst Leos XIII. begründet worden war. Als Vorbild diente die 1919 von Don Luigi Sturzo in Rom gegründete Partito Popolare Italiano. Dennoch waren ihre Mitglieder ganz überwiegend Angehörige freier Berufe, der Mittel- und oberen Mittelschicht, während Angestellte oder gar Arbeiter und Bauern kaum vertreten waren.
Die PDP erreichte lediglich Wahlergebnisse von etwa 3 % und hatte nie mehr als 20 Parlamentssitze. Einige Erfolge hatte sie lediglich in Gebieten Ost- und Westfrankreichs mit hoher Kirchenbindung.
Vorsitzender der PDP war von 1924 bis 1929 Georges Thibout, anschließend Auguste Champetier de Ribes. Das Amt des Generalsekretärs hatte während der gesamten Zeit ihrer Existenz Jean Raymond-Laurent. Die PDP setzte sich besonders für die internationale Zusammenarbeit christdemokratischer Parteien ein und gehörte 1925 zu den Gründungsmitgliedern des Secrétariat International des Partis Démocrates d’Inspiration Chrétienne (SIPDIC; Internationales Sekretariat der demokratischen Parteien christlicher Prägung), das seinen Sitz in Paris hatte.
Nach der französischen Kapitulation im Juni 1940 löste sich die PDP wie alle anderen Parteien auf. Ein Teil ihrer bisherigen Mitglieder sympathisierte mit dem Vichy-Regime, das teilweise auch katholisch-soziale Elemente in sein Programm aufnahm, eine kleine Minderheit kollaborierte sogar mit der deutschen Besatzungsmacht, andere schlossen sich hingegen frühzeitig der Résistance an. Als Nachfolgerin der PDP wurde 1944 das Mouvement républicain populaire (MRP) gegründet, das jedoch um ein Vielfaches erfolgreicher war und zur stärksten bürgerlichen Partei des Landes wurde. Prominente christdemokratische Politiker der Nachkriegszeit wie Robert Schuman und Georges Bidault waren zuvor Mitglieder der PDP gewesen.